# Calymmodon rapensis
Calymmodon rapensis är en stensöteväxtart som beskrevs av Edwin Bingham Copeland. Calymmodon rapensis ingår i släktet Calymmodon och familjen Polypodiaceae. Inga underarter finns listade.